# Puig de Trespunts
El Puig de Trespunts és una muntanya de 2.581 m d'altitud situada al Massís del Carlit, en el límit dels termes comunals de Portè, de la comarca de l'Alta Cerdanya, a la Catalunya del Nord, i de Merens, del parçan del Sabartès, pertanyent al País de Foix. Està situat a la zona nord del terme comunal de Portè i al sud-oest del de Merens. És a ponent de la Tossa Rodona i al sud-est del Cap de la Clota de Trespunts.
És destí freqüent de moltes de les rutes d'excursionisme o d'esquí de muntanya del Massís del Carlit.